# Niżnia Świstówka

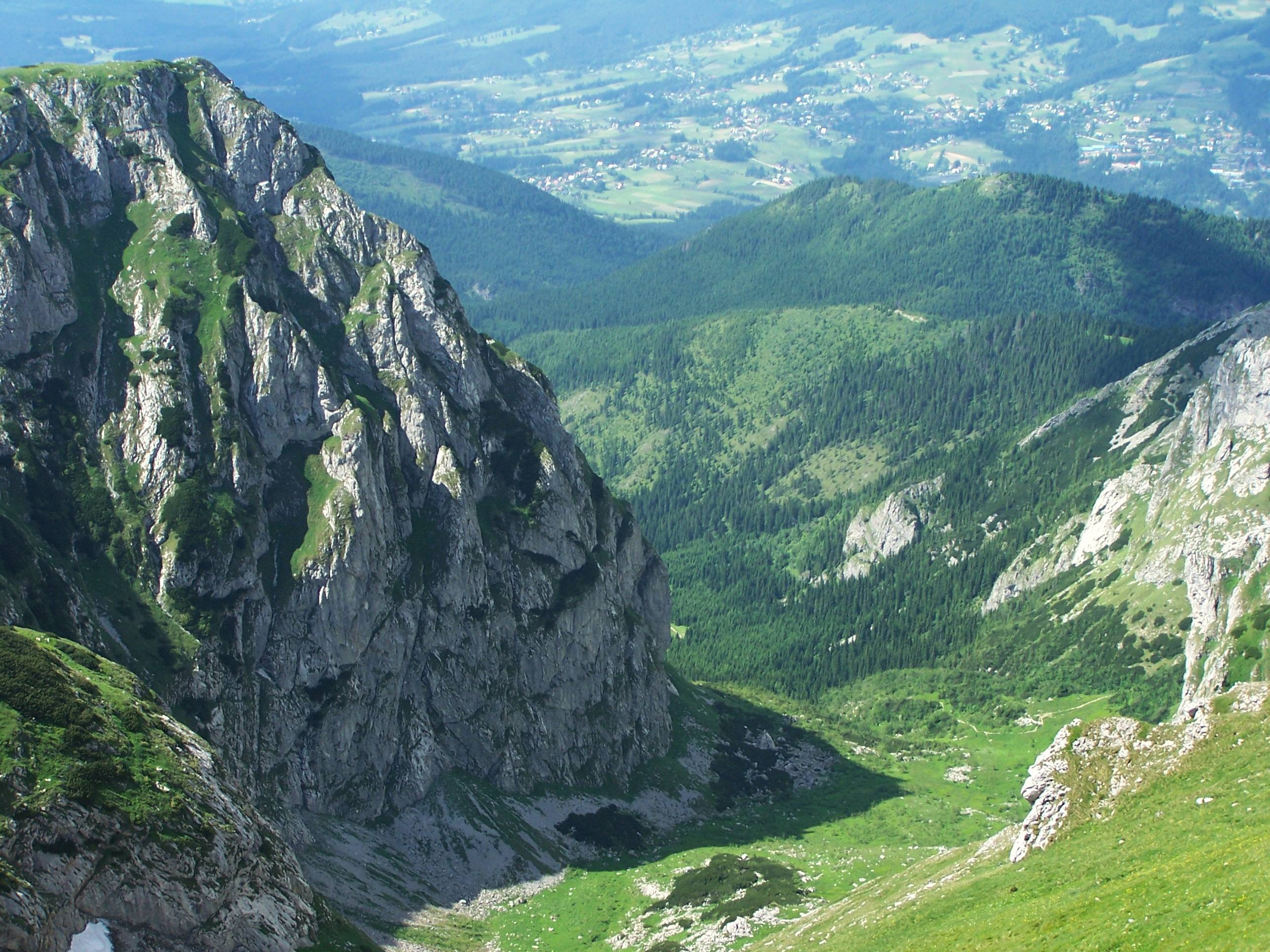
Wielka Turnia i Niżnia Swistówka Małołącka

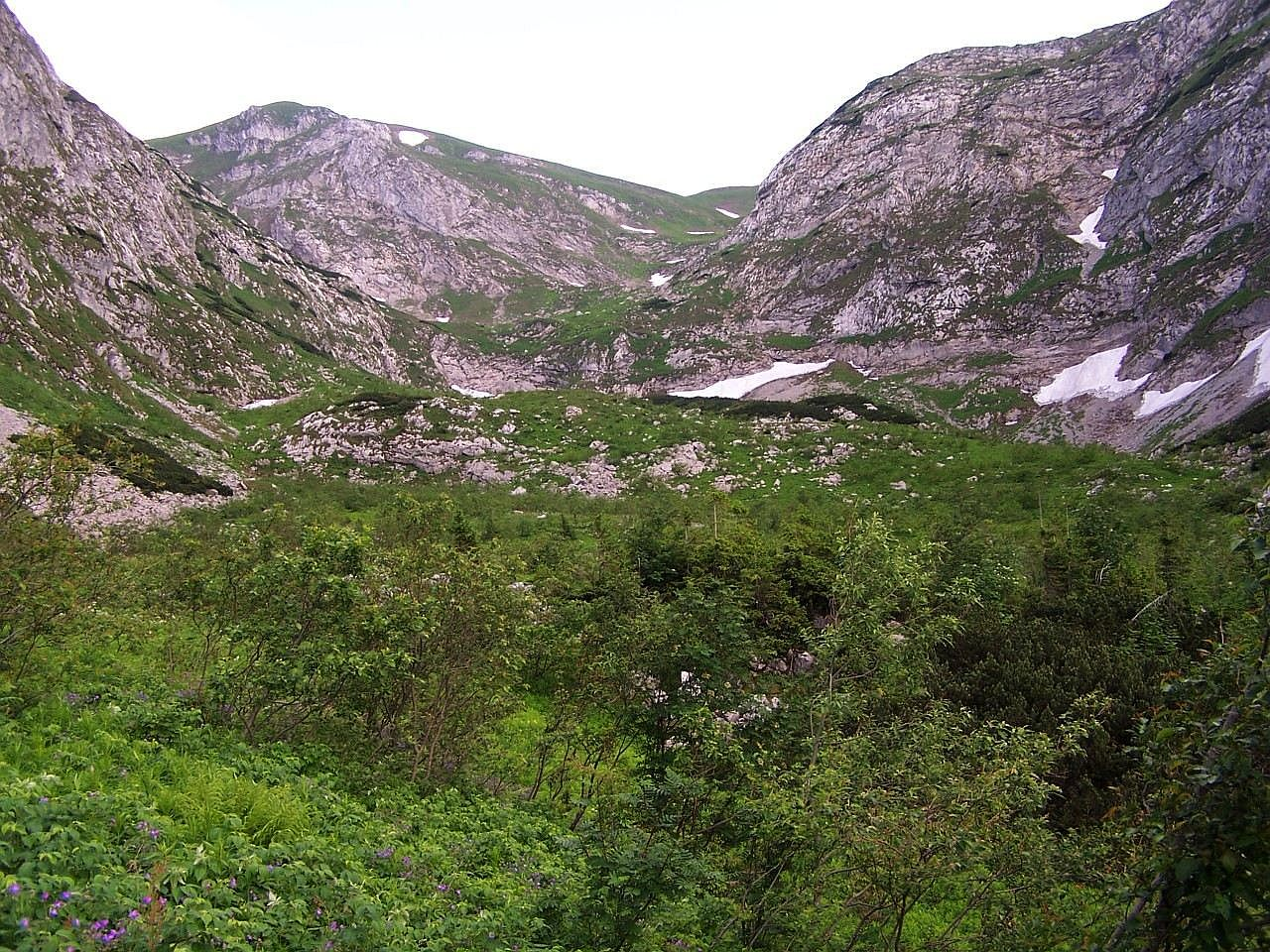
Niżnia Świstówka Małołącka

Niżnia Świstówka – cyrk lodowcowy w Dolinie Małej Łąki w polskich Tatrach Zachodnich. Znajduje się na wysokości około 1450–1580 m n.p.m. w górnym odgałęzieniu tej doliny, pomiędzy ścianą Wielkiej Turni a Mnichowymi Turniami. Jest to dość obszerna dolinka. W jej górnej części znajduje się wysoki próg skalny zwany Przechodem, który oddziela ją od położonego ponad nią drugiego cyrku lodowcowego – Wyżniej Świstówki.
Niżnia Świstówka jest sucha, jej dnem nie spływa żaden potok. Odwadniana jest przepływami podziemnymi. Zbudowana jest ze skał osadowych (wapieni i dolomitów), w zboczach Niżniej Świstówki znajduje się wiele jaskiń, w tym druga pod względem wielkości w Polsce jaskinia Śnieżna Studnia. Oprócz jaskiń występują w niej inne jeszcze formy krasowe: żłobki i lejki. Bardzo bogata flora roślin wapieniolubnych. Z rzadkich w Polsce gatunków roślin występują tutaj: skalnica zwisła, starzec pomarańczowy, ostrołódka karpacka, gnidosz Hacqueta oraz rutewka alpejska.
Dawniej Niżnia Świstówka była wypasana, wchodziła w skład hali Mała Łąka. Zarastająca ją pierwotnie kosodrzewina została przez pasterzy całkowicie wycięta. Obecnie jest niedostępna turystycznie i wchodzi w skład obszaru ochrony ścisłej Wantule Wyżnia Mała Łąka. Jej dolnym skrajem prowadzi żółty szlak turystyczny. Pozostawiona swojemu losowi Świstówka stopniowo zarasta kosodrzewiną i wierzbami.